# Copa Juan Pinto Durán 1977
La Copa Juan Pinto Durán de 1977 fue la quinta edición de este torneo. Esta versión del torneo se disputó en las ciudades de Montevideo, Uruguay y de Santiago, Chile, en partidos de ida y vuelta los días 6 de octubre de 1976 y 30 de enero de 1977.
En esta ocasión la selección de Uruguay se adjudicó por tercera vez el torneo.

## Partidos
| 6 de octubre de 1976 | Chile | 0:0     | Uruguay | Estadio Nacional, Santiago de Chile                                     |                                                                         |
|                      |       | Reporte |         | Asistencia: 10.516 espectadores Árbitro(s): Juan Luis Carvajal Castillo | Asistencia: 10.516 espectadores Árbitro(s): Juan Luis Carvajal Castillo |

| 30 de enero de 1977 | Uruguay                                                        | 3:0 (0:0) | Chile | Estadio Centenario, Montevideo      |                                     |
|                     | Nitder Pizzani 55' · Fernando Morena 63' · Alfonso Pereyra 83' | Reporte   |       | Árbitro(s): Ángel Norberto Coerezza | Árbitro(s): Ángel Norberto Coerezza |

## Tabla
| Selección | Pts. | PJ | PG | PE | PP | GF | GC | Dif. |
| --------- | ---- | -- | -- | -- | -- | -- | -- | ---- |
| Uruguay   | 3    | 2  | 1  | 1  | 0  | 3  | 0  | +3   |
| Chile     | 1    | 2  | 0  | 1  | 1  | 0  | 3  | -3   |

| Bandera de Uruguay         |
| Campeón Uruguay 3er título |